# Derrickausleger

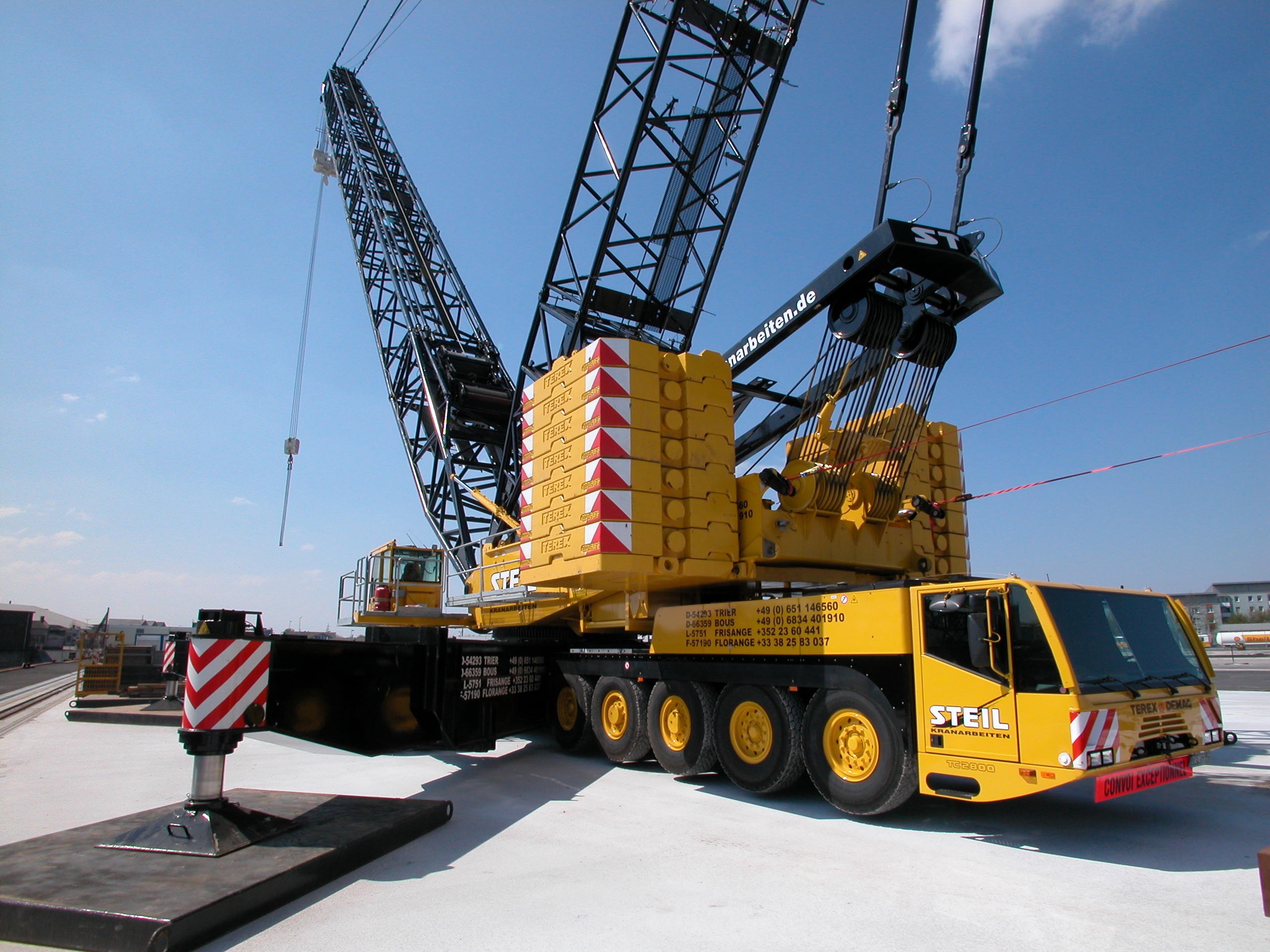
Gittermast mit Derrickausleger

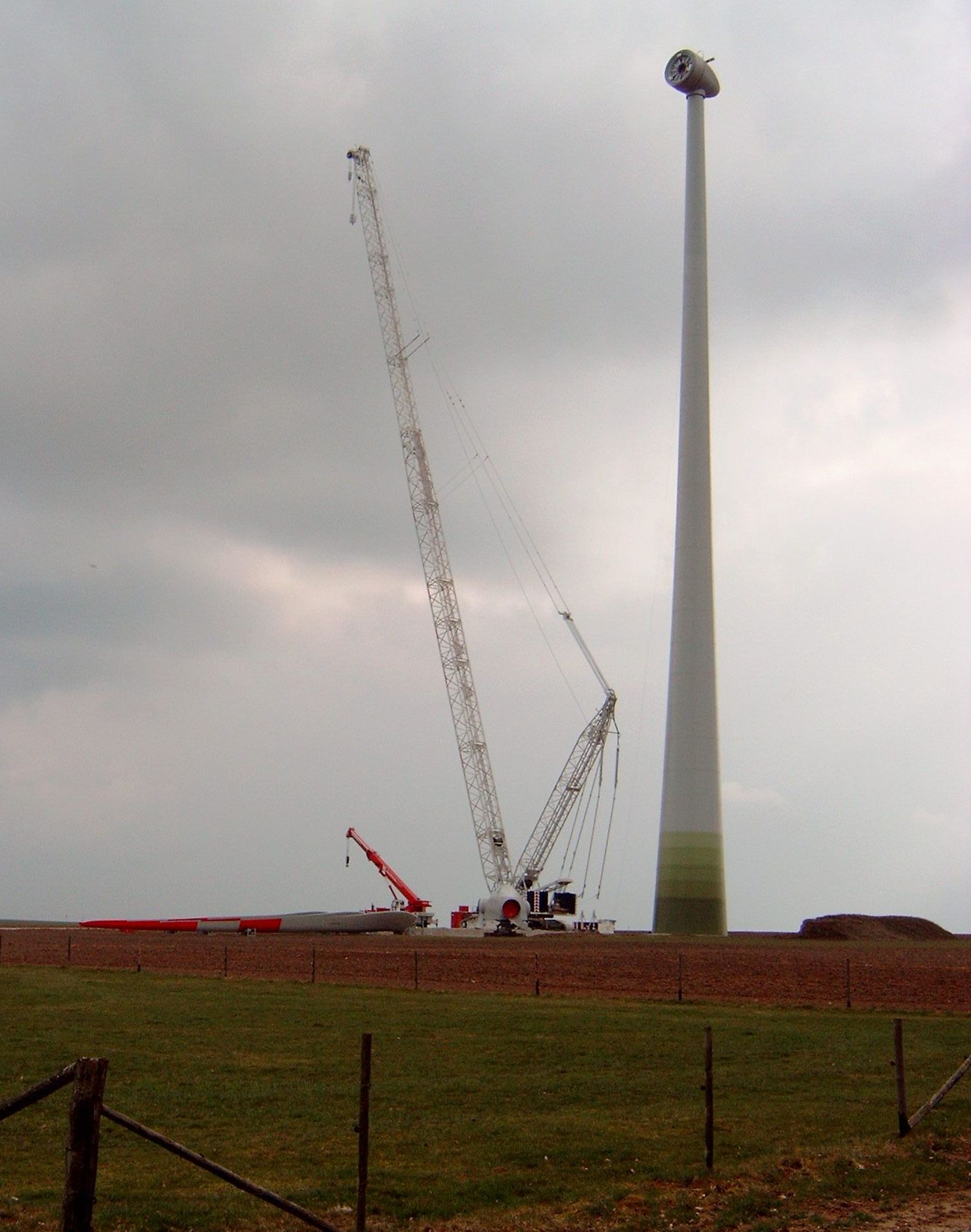
Raupenkran beim Errichten einer Windkraftanlage

Derrickausleger als Aufrichthilfe

Nach dem Aufrichten ohne Schwebeballast

Ein Derrickausleger wird bei großen Kranen montiert, die eine sehr große Last heben sollen. Derrickausleger sind bei fast allen großen Gittermastkranen, sowohl Autokranen wie auch Raupenkranen, zu finden. Bei Teleskopkranen kommt er nur recht selten vor. 
Die Konstruktion ist nach dem englischen Henker Thomas Derrick benannt.

## Funktionsweise
Der Derrickausleger wird hinter dem Hauptausleger eines Kranes montiert und ist im Gegensatz zu diesem im Betrieb nach hinten gerichtet. Normalerweise ist der Hauptauslegerkopf verstellbar am Derrickausleger abgespannt. Dieser ist wiederum mit dem Gewichtebügel (A-Bock) verbunden. Die Kräfte werden so vom Auslegerkopf über die Spitze des Derrickauslegers und den A-Bock zum Oberwagen und dem Oberwagenballast geleitet. Auf diese Weise ist der Ausleger deutlich besser abgespannt, als wenn der Ausleger direkt mit dem A-Bock verbunden ist, da der Winkel zwischen Hauptausleger und Abspannung deutlich größer wird. Dies wirkt sich gerade bei langen Auslegern positiv aus und z. T. ist es bei langen Gittermastauslegern nur mit Derrickausleger möglich, den Hauptmast aufzurichten.
Bei schweren Hebeaktionen wird außerdem am Kopf des Derrickauslegers mit langen Stahlseilen oder Stangen eine knapp über dem Boden schwebende Bühne angeschlagen. Auf dieser kann eine große Menge (bis zu einigen hundert Tonnen) zusätzlicher, sogenannter Schwebeballast, platziert werden. Teilweise ruht die Ballastbühne auf einem verfahrbaren Wagen. Durch den enormen zusätzlichen Ballast und den großen Ballastradius ist der Kran in der Lage, deutlich größere Traglastwerte gerade bei großen Ausladungen zu erzielen.

## Nachteile
Die Anschaffung eines Derrickauslegers ist eine große zusätzliche Investition. Der Platzbedarf des Krans steigt sowohl im Einsatz als auch bei der Lagerung. Durch den Mehraufwand während der Montage geht Zeit verloren.
Der Einsatz mit Schwebeballast ist kompliziert. Falls die Schwebeballastbühne nicht mit Rädern auf dem Boden abgestützt ist, kann der Kran den Schwebeballast nur in der Luft halten, wenn eine ausreichend große Last angeschlagen ist. Bevor die Last vom Kran getrennt wird, muss der Schwebeballast auf den Boden abgesenkt werden und ggf. durch einen Hilfskran versetzt werden, so dass der Ballast beim nächsten Hub nach Befestigen der Last am Haken wieder angeschlagen werden kann.